# دبیرخانه سازمان ملل متحد
دبیرخانه سازمان ملل متحد(به انگلیسی: United Nations Secretariat) یکی از شش رکن اصلی سازمان ملل متحد است. فصل پانزدهم منشور ملل متحد اختصاص به دبیرخانه دارد. دبیرخانه زیر نظر دبیرکل سازمان ملل متحد فعالیت می‌کند و اطلاعات و امکانات لازم را برای جلسات اعضای سازمان ملل فراهم می‌نماید. دبیرکل همچنین موظف به اجرای تکالیفی است که مجمع عمومی، شورای امنیت سازمان ملل متحد یا دیگر نهادهای سازمان ملل بر عهده او می‌گذارند.
کلیه کارمندان دبیرخانه منحصراً توسط دبیرکل انتخاب می‌شوند و فقط در مقابل دبیرکل پاسخگو هستند. کارمندان دبیرخانه از امتیازات و مصونیت‌های دیپلماتیک برخوردارند.
بنا بر منشور سازمان ملل، در استخدام کارمندان دبیرخانه سعی بر این است تا افرادی «با بالاترین درجه کارایی و قابلیت و درستی» و با توجه به اهمیت در نظر گرفتن تنوع جغرافیایی، از میان اتباع کشورهای عضو انتخاب شوند.
دبیرکل و کارکنان دبیرخانه فقط مسئول سازمان هستند و نباید در انجام وظایف خود از هیچ دولتی یا نهادی خارج از سازمان دستور بگیرند یا دنبال گرفتن آن بروند. آن‌ها فقط پاسخگوی سازمان ملل متحد هستند و از هر عملی که منافی موقعیت‌شان به عنوان مأموران رسمی بین‌المللی باشد، باید خودداری نمایند. هر عضو ملل متحد بر اساس منشور متعهد می‌شود به ویژگی منحصراً بین‌المللی مسئولیت‌های دبیرکل و کارمندان آن احترام بگذارد و درصدد برنیاید تا آنان را در اجرای وظایف‌شان تحت نفوذ قرار دهد. اگرچه مقر اصلی دبیرخانه سازمان ملل متحد در نیویورک قرار دارد اما سایر دفاتر این سازمان حضوری چشم‌گیر در سراسر جهان دارند. سه مرکز اصلی فعالیت دبیرخانه در ژنو، وین و نایروبی است.
بان  کی‌مون دبیرکل پیشین سازمان ملل متحد در ژوئن ۲۰۱۰ در خصوص کارمندان این سازمان گزارش داد دبیرخانه حدود ۴۴۰۰۰ کارمند در سراسر جهان دارد.

## اداره‌ها و دفترها
- دفتر دبیرکل (OSG)
- دفتر نظارت بر خدمات داخلی (OIOS)
- دفتر امور حقوقی سازمان ملل (OLA)
- ادارهٔ امور سیاسی (DPA)
- ادارهٔ امور خلع سلاح (UNODA)
- دفتر کاهش خطر بلایا (UNDRR)
- کمیساریای عالی حقوق بشر سازمان ملل متحد (OHCHR)
- دفتر مقابله با مواد مخدر و جرم سازمان ملل متحد (UNODC)
- اداره ٔ عملیات حفظ صلح (DPKO)
- ادارهٔ حمایت میدانی (DFS)
- دفتر هماهنگی امور بشردوستانه (OCHA)
- ادارهٔ امور اقتصادی و اجتماعی (DESA)
- ادارهٔ مدیریت مجمع عمومی و کنفرانس (DGACM)
- ادارهٔ اطلاعات همگانی (DPI)
- ادارهٔ مدیریت (DM)
- دفتر نماینده عالی سازمان ملل متحد برای کشورهای توسعه‌نیافته، کشورهای در حال توسعه محصور در خشکی و کشورهای جزیره‌ای کوچک در حال توسعه (OHRLLS)
- دفتر کمسیاریای عالی حقوق بشر سازمان ملل متحد (کمیساریای عالی حقوق بشر سازمان ملل متحد)
- دفتر مقابله با مواد مخدر و جرم سازمان ملل متحد (UNODC)
- اداره امور ایمنی و حراست سازمان ملل متحد (DSS)
- دفتر امور فضایی ملل متحد (UNOOSA)

### دفترها
- دفتر سازمان ملل متحد در ژنو (دفتر سازمان ملل متحد در ژنو)
- دفتر سازمان ملل متحد در وین (دفتر سازمان ملل متحد در وین)
- دفتر سازمان ملل متحد در نایروبی (UNON)[۶]